# ニュースde和歌山 ちょくダネ。
『ニュースde和歌山 ちょくダネ。』（ニュースデわかやま ちょくダネ。）は、和歌山放送で2014年3月31日から2016年3月25日まで放送された、リスナー参加型報道番組である。

## 概要
和歌山放送では『wbsニュース 今日あす』の時代から、平日夕方に地域密着型報道番組を展開しているが、この番組は左記番組と前番組『和歌山ライブ 夕方わくわく』で続けてきた16:40スタートを40分繰り上げて、連日2時間半にわたり「ニュースがわかる、和歌山が見える、あなたの知りたいを大切に」をモットーとして、県内のニュースや季節の話題をリスナーからの情報や取材現場、ラジオカー中継なども交えながら伝えていく。
『wbsニュース 今日あす』時代からの伝統として、ローカルニュースを中心に取材音源を多用しており、これは日本のラジオニュース、殊にローカルニュースにおいては貴重な存在である。
2015年4月の番組改編で、月 - 木曜日の放送時間が短縮され、『夕方わくわく』時代までの放送時間に戻った。
月 - 金曜日の帯番組ではあるが、月 - 木曜日と金曜日では、番組構成・演出が若干異なる。
2016年3月18日の放送にて、同年3月25日をもって放送を終了する事が発表された。後番組は、『wbsニュース5』のタイトルで、17:00 - 18:30に放送時間を変更して放送する。

## 放送時間
平日 16:40 - 18:30生放送
（2014年度・月 - 木曜日は16:00 - 開始）

## 出演者

### キャスター
| 担当時間 | 月・火曜日 | 水・木曜日 | 金曜日              |
| --- | ---------- | ---------- | ------------------- |
| 16:40 - 17:30 | 笠野衣美   | 中川智美   | 三浦ちあき 川井淳史 |
| 17:30 - 18:30 | 寺門秀介   | 寺門秀介   | 三浦ちあき 川井淳史 |
| - 寺門は和歌山放送報道記者、ニュースデスク兼任。笠野、三浦は同契約アナウンサー。 - 寺門・川井は、『夕方わくわく』からの続投。 - 月 - 木曜日は、17:30を境に、前半を「情報パート」、後半を「ニュースパート」としており、 それぞれで出演者が代わる一方、金曜日は三浦・川井が番組全編を通しで担当する。 - 中川は、全ての曜日で『県庁だより』も担当。 - 笠野は、月1回程度、スケジュールの都合で番組を休演することがある。 その場合は、中川が代理出演する。 - 寺門は、和歌山県議会の期間中、取材活動の為、番組を休演することがある。 その場合は、他のアナウンサー（平井理弘、髭白卓道など）が代理出演する。 |            |            |                     |

### コーナー出演者
紀南リポート
- 松原燈（月・水曜日、田辺支局所属）
- 山下博美（キヨちゃん、月・水曜日〈不定期〉、田辺支局所属）
- 柿白享子（木曜日、新宮支局所属）

紀北リポート
- 松野和生（毎日新聞和歌山支局橋本通信部記者）

お天気ダイヤル
- 引本孝之（気象予報士、新宮支局所属）

食でつながる、人とココロ
- 上宏史（島精機製作所シニアソムリエ）

記者の目
- 矢倉健次（毎日新聞和歌山支局記者）

県庁だより
- 赤井ゆかり（和歌山放送アナウンサー）

この他にも、『ちょくダネ。話題のタネ』に、和歌山放送のアナウンサー・記者が出演することがある。

## 主なコーナー
2016年1月現在の内容。放送時間はおおよその目安。

### 月 - 木曜日
| 時刻  | コーナー名                                        | 内容 |
| ----- | ------------------------------------------------- | --- |
| 16:40 | オープニング                                      | |
| 16:44 | 紀南リポート（月・水・木曜日）                    | 月・水曜日は田辺支局と、木曜日は新宮支局とつなぎ、紀南エリアの話題を伝える。 |
| 16:44 | 紀北リポート（火曜日）                            | 毎日新聞和歌山支局橋本通信部とつなぎ、紀北エリア（主に紀ノ川沿いの地域）の話題を伝える。                                                                                                |
| 16:52 | トピックス                                        | |
| 16:55 | 引本孝之のお天気ダイヤル                          | 新宮支局より引本が出演し、最新の天気について解説する。 『wbsニュース 今日あす』時代まで、この時間帯で放送されていた『漁業ニュース』の名残で、海上気象情報も併せて伝える。               |
| 17:00 | ニュース・パレード                                | 文化放送制作・NRN系全国ネットのフロート番組。 |
| 17:15 | ふるさと和歌山の防災（月曜日）                    | 和歌山県内で行われている防災への取り組みについてリポートする。 |
| 17:15 | ちょくダネ。話題のタネ・パート1（火 - 木曜日）    | 直近のニュースについての解説や、和歌山県内の身近な話題を、取材音源やインタビューを交えながら伝える。 毎月第一木曜日は、『食でつながる、人とココロ』と題して、上に食に関する話題を聴く。 |
| 17:30 | ネットワークTODAY                                 | 本来は、TBSラジオ制作・JRN系全国ニュース枠のタイトルだが、当番組では企画ネット扱いで、ローカルニュースを取材音源を交えながら伝える。                                                    |
| 17:41 | ローカルニュース                                  | 番組表上は、『和歌山トゥデイ』のタイトルがついているが、放送上はアナウンスされない。 |
| 17:46 | 天気予報                                          | |
| 17:48 | 交通情報                                          | 日本道路交通情報センター・和歌山センターとつなぎ、道路状況を伝える。 |
| 17:50 | ちょくダネ。話題のタネ・パート2（月・水・木曜日） | |
| 17:50 | 記者の目（火曜日）                                | 毎日新聞和歌山版の記事から一つを選び、矢倉が解説する。 |
| 18:00 | 県庁だより                                        | 自社制作のフロート番組。内容は、同日11:40から放送されたものの再放送。 |
| 18:10 | “ほっと”インフォメーション                        | 『ネットワークTODAY』同様、企画ネット扱いでスポーツニュースを伝える。 |
| 18:15 | ローカルニュース                                  | 基本的には17時台に伝えた項目の繰り返しだが、一部新しい項目を伝える事もある。 この時間枠は、別途スポンサーが付く都合上、『和歌山放送ニュース』のクレジットをアナウンスする。             |
| 18:20 | 交通情報                                          | スタジオから和歌山県警交通管制センターより提供された情報を伝える。 |
| 18:21 | 天気予報                                          | |
| 18:23 | ローカルニュース                                  | |
| 18:27 | エンディング                                      | |
| 18:29 | 放送終了                                          | 1分間のステーションブレイクを挟んで、次番組へと続く。 |

### 金曜日
| 時刻  | コーナー名                      | 内容 |
| ----- | ------------------------------- | --- |
| 16:40 | オープニング                    | |
| 16:45 | ヘッドラインニュース            | 放送時点で入電しているローカルニュースをまとめて伝える。ここで伝えた項目は、『ネットワークTODAY』などで詳報する。                                                                         |
| 16:48 | ちあきと淳史の気になる!         | 内容的には、『ちょくダネ。話題のタネ』に近い。 |
| 16:55 | 引本孝之のお天気ダイヤル        | |
| 17:00 | ニュース・パレード              | |
| 17:15 | ちょくダネ。話題のタネ・パート1 | 金曜日の放送では、放送上左記のタイトルはアナウンスされない。 |
| 17:30 | ネットワークTODAY               | |
| 17:41 | ローカルニュース                | |
| 17:46 | 天気予報                        | |
| 17:48 | 交通情報                        | |
| 17:50 | ちょくダネ。話題のタネ・パート2 | 金曜日の放送では、放送上左記のタイトルはアナウンスされない。 |
| 18:00 | 県庁だより                      | |
| 18:10 | “ほっと”インフォメーション      | |
| 18:15 | ローカルニュース                | 金曜日の放送では、『和歌山放送ニュース』のクレジットはアナウンスされない。 |
| 18:22 | 交通情報                        | |
| 18:23 | エンディング                    | 金曜日の放送では、エンディングの時間を長めに採り、主にリスナーからのメッセージ紹介に充てる。 放送終了間際、三浦・川井が「また来週」と挨拶した後に、川井がもう一言コメントすることが多い。 |
| 18:29 | 放送終了                        | |

### 過去のコーナー
- 16:20 ミュージックスクランブル（ニッポン放送製作のフロート番組）
- 16:30 どうですか歌謡曲（同上）

※上記2番組は金曜日はスタート時間の関係で単独番組扱いだったが、2015年度からスタート時間が16:40に統一されたため、当番組のコーナーからは除外された。